# 阿拉斯加紅點鮭
阿拉斯加紅點鮭，為輻鰭魚綱鮭形目鮭科的其中一種，為寒帶淡水魚，分布於美國阿拉斯加Romanzoff山脈淡水流域，體長可達30公分，棲息在小溪上游底中層水域，生活習性不明。